# Kernramp van Fukushima
De kernramp van Fukushima (Japans: 福島第一原子力発電所事故 Fukushima daiichi genshiryoku hatsudensho jiko) rond de kerncentrale Fukushima I in Ōkuma, Japan was het gevolg van de zeebeving en de daaropvolgende tsunami van 11 maart 2011.
De drie operationele reactoren in de centrale werden binnen enkele seconden na het begin van de aardbeving automatisch stilgelegd door middel van een noodstop. Het gewone elektriciteitsnet was beschadigd en daarom moesten de koelpompen voor de centrales draaien op elektriciteit van een noodstroomvoeding. Door de vloedgolven veroorzaakt door de aardbeving werden deze generatoren onbruikbaar, doordat die lager waren geplaatst dan de hoogst verwachte tsunami. Hierna werd overgeschakeld op koeling door accu's. Deze tijdelijke koeling is voorzien als tijdelijke oplossing omdat voorzien was dat na enkele uren het gewone elektriciteitsnet of de noodgeneratoren opnieuw operationeel zouden zijn. Door de enorme schade door de aardbeving en vloedgolven in de omgeving was dit niet het geval, en hierdoor bleef de temperatuur van de kernreactor oplopen, een loss-of-coolant accident.
Als gevolg hiervan vond in drie units een kernsmelting plaats: brandstofelementen waren gedeeltelijk gesmolten waardoor kernbrandstof op de bodem van de reactoren terechtkwam. Er volgde ook een reeks ongelukken in verschillende reactoren in het complex, waaronder explosies van waterstofgas. Op 16 december 2011, meer dan negen maanden na de zeebeving en de daardoor veroorzaakte tsunami, werd aangekondigd dat alle reactoren van de kerncentrale een toestand hebben bereikt die vergelijkbaar is met die na een gewone 'koude' stilstand.
Sinds de ramp werden meer dan 100.000 mensen geëvacueerd vanuit hun huizen om hen te beschermen tegen radioactieve besmetting. Intussen is er een alsmaar toenemende controverse over de draagwijdte van de ramp en de berichtgeving hierover. WANO, 'The World Nuclear Association', verklaarde in oktober 2017 dat er geen sterfgevallen of gevallen van stralingsziekte door het nucleaire ongeval zijn geweest.
De ervaringen na de ramp in Fukushima werden in Europa gebruikt om extra weerstandstests uit te voeren, de zogenaamde Stresstest. Zo werden extra maatregelen genomen om schade door waterstofophopingen te vermijden, en wordt in Tihange de overstromingsmuur verhoogd, zodat een eventuele vloedgolf in de Maas geen invloed zou kunnen hebben op noodvoorzieningen.

## Zeebeving en tsunami
Op 11 maart 2011 vond 130 km ten oosten van de Japanse stad Sendai een catastrofale zeebeving plaats met een kracht van 9,0 op de Schaal van Richter. De daaropvolgende tsunami richtte veel schade aan. In Sendai, de hoofdstad van de prefectuur Miyagi, werd een tsunami van tien meter hoog waargenomen. Bij de kerncentrale Fukushima Daiichi was deze circa 15 meter hoog.
Na de ramp kwam er kritiek op de mediahype rondom de ramp. Europese kranten bleken na de zeebeving 90 procent van hun berichtgeving te hebben besteed aan de problemen in Fukushima en slechts 10 procent aan de gevolgen van de tsunami. Dit terwijl de zeebeving meer dan 18.000 directe slachtoffers eiste en de problemen in Fukushima nauwelijks.
In 2001 zijn er sporen gevonden van een tsunami in het jaar 869, met een geschatte hoogte van meer dan 8 m. Uit de gevonden afzettingen werd duidelijk dat grote delen van de vlakte van Sendai drie tot vier kilometer landinwaarts overstroomd waren. Ook op plekken niet ver noordelijk van de plaats waar nu de kerncentrale staat, zijn een flink eind landinwaarts afzettingen van deze tsunami gevonden. TEPCO was in ieder geval in 2009 op de hoogte van het bestaan en de mogelijke implicaties van deze tsunami maar had deze ten tijde van de ramp nog niet verwerkt in nieuwe risico-analyses.
Het Internationaal Atoomenergieagentschap waarschuwde in 2008 dat een grote aardbeving zou kunnen zorgen voor grote problemen in de nucleaire installaties, omdat de veiligheidsmaatregelen verouderd waren.

## Kerncentrale

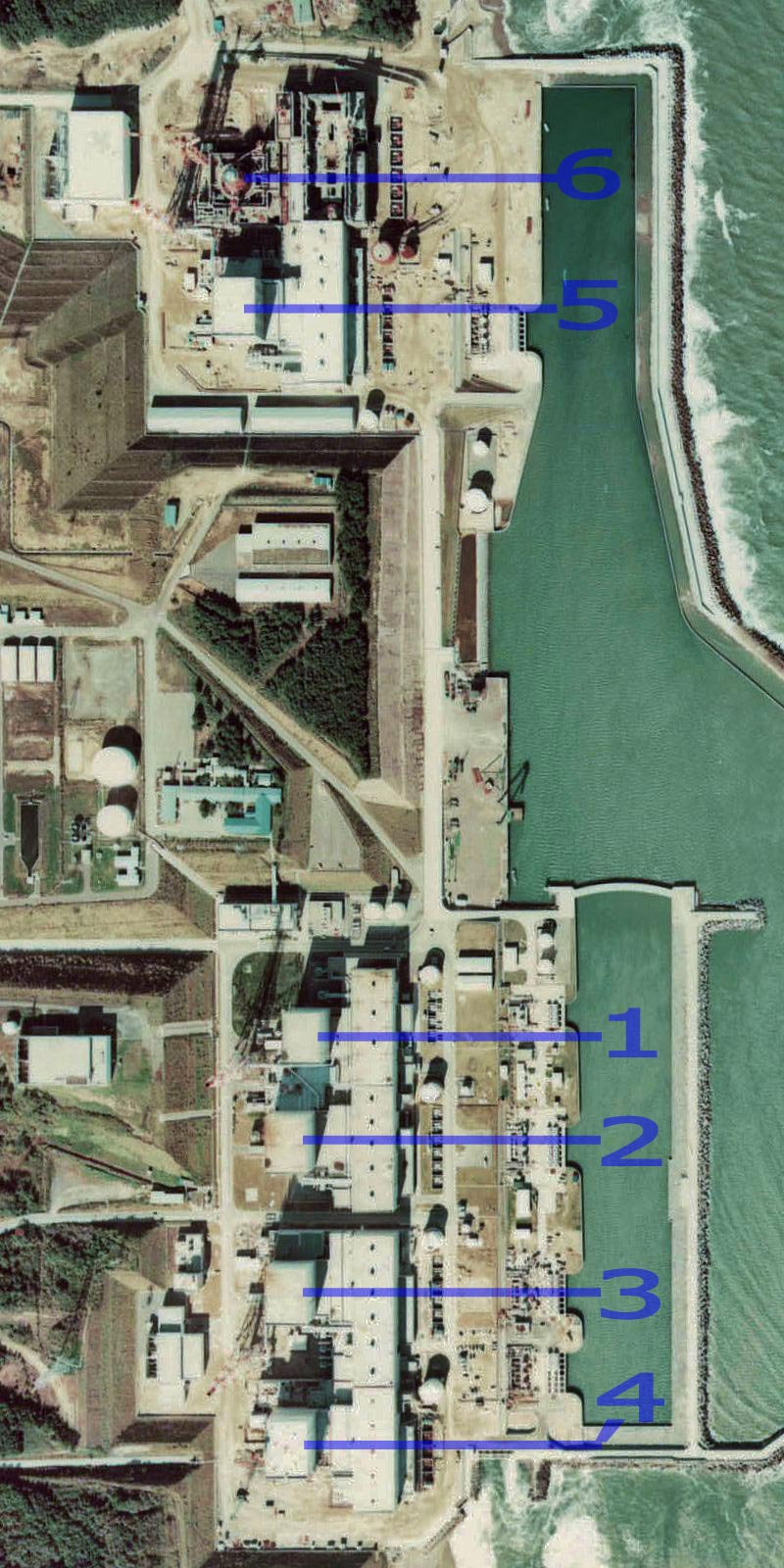
Een luchtfoto van de centrale met daarop de genummerde reactoren.
・Unit 6 : richting van Nakamura
・Unit 4 : richting van Taira

Na de aardbeving worden vier kerncentrales in de regio stilgelegd: Fukushima Daiichi, Fukushima Daini, Onagawa en Tokai. De kerncentrale Fukushima I (福島第一原子力発電所, Fukushima dai-ichi genshiryoku hatsudensho, ook bekend onder de naam Fukushima Dai-ichi) ligt in de Japanse gemeente Okuma (district Futaba) in de prefectuur Fukushima. De centrale ligt 250 km ten noordoosten van de hoofdstad Tokio en is de eerste nucleaire installatie gebouwd door en in beheer van TEPCO. De bouw van de centrale startte op 25 juli 1967; de eerste reactor werd op 26 maart 1971 in bedrijf genomen. Met zes kokendwaterreactoren op deze locatie met een gezamenlijk vermogen van 4,7 GW is Fukushima een van de 25 grootste nucleaire energiecentrales in de wereld. Naast de zes reactoren uit de jaren zeventig waren nog twee reactoren van het type geavanceerde kokendwaterreactor in aanbouw.
| Reactor         | Inbedrijfstelling | Vermogen | Status op het ogenblik van de kernramp |
| --------------- | ----------------- | -------- | --- |
| Fukushima I - 1 | 26 maart 1971     | 460 MW   | In bedrijf tijdens aardbeving, noodstop uitgevoerd. Brandstofstaven gesmolten Reactor verontreinigd door zeewater. Gebouw zwaar beschadigd door explosie.                          |
| Fukushima I - 2 | 18 juli 1974      | 784 MW   | In bedrijf tijdens aardbeving, noodstop uitgevoerd. Brandstofstaven gesmolten Reactor verontreinigd door zeewater. Gebouw licht beschadigd.                                        |
| Fukushima I - 3 | 27 maart 1976     | 784 MW   | In bedrijf tijdens aardbeving, noodstop uitgevoerd. MOX als splijtstof. Brandstofstaven gesmolten Gebouw zwaar beschadigd door explosie.                                           |
| Fukushima I - 4 | 12 oktober 1978   | 784 MW   | Buiten bedrijf sinds 30 november 2010 voor onderhoud, geen splijtstof in reactor Splijtstofbassin mogelijk beschadigd door brand.                                                  |
| Fukushima I - 5 | 18 april 1978     | 784 MW   | Buiten bedrijf sinds 3 januari 2011 voor onderhoud, splijtstof in reactor. Geen schade door aardbeving. Ventilatieopeningen in gebouw gemaakt om waterstofexplosie te voorkomen.   |
| Fukushima I - 6 | 24 oktober 1979   | 1100 MW  | Buiten bedrijf sinds 14 augustus 2010 voor onderhoud, splijtstof in reactor. Geen schade door aardbeving. Ventilatieopeningen in gebouw gemaakt om waterstofexplosie te voorkomen. |

## Gebeurtenissen
Als gevolg van de zeebeving voor de kust op 11 maart 2011 werden reactoren 1, 2 en 3 automatisch uitgeschakeld met een noodstop. De reactoren 4, 5 en 6 waren reeds uitgeschakeld in verband met onderhoud. Door het uitschakelen van de elektriciteitsproductie in de centrale en de massale stroomstoring als gevolg van de aardbeving en de tsunami moest de centrale overschakelen op een noodstroomvoorziening via dieselgeneratoren om de pompen van het koelsysteem te laten werken.
Hoewel maatregelen om de kerncentrale tegen een aardbeving te beschermen goed hadden gefunctioneerd, bleken maatregelen om de centrale tegen een hoge vloedgolf te beschermen onvoldoende. Bij de bouw werd er rekening gehouden met een mogelijke vloedgolf van 5,7 meter hoog, de vloedgolf was echter waarschijnlijk meer dan 14 meter hoog. Door de vloedgolf ontstond er schade aan de gebouwen en raakten de noodaggregaten op een na buiten werking. Alleen de dieselgenerator van reactor 6 bleef intact, zodat reactor 5 en 6 voorzien bleven van elektriciteit. Alleen de allerbelangrijkste systemen konden nog tijdelijk van elektriciteit worden voorzien met accu's. De reactoren 1 tot en met 4 kwamen al snel zonder regel- en controlesystemen te zitten. Het personeel moest zijn werk uitoefenen in het donker met zeer beperkte communicatie. Uit voorzorg werd de nucleaire noodtoestand uitgeroepen, wat in Japan wettelijk verplicht is bij een uitval van de koelsystemen.
De problemen van de eerste vier reactoren waren in omvang verschillend maar werden allemaal veroorzaakt doordat de koeling uitviel. Door de uitval van controlesystemen en koeling liep de temperatuur in de reactoren 1 tot en met 3 op. Ondanks pogingen om de reactorkernen te koelen ontstonden er diverse explosies, die de reactorgebouwen verder beschadigden. Ook werd het werken in de centrale steeds gevaarlijker. Om de druk in het systeem van de centrale te verlagen, werd stoom uit het primaire circuit van de eenheden 1 en 3 afgeblazen in de atmosfeer. Ondanks aanwezigheid van speciale ventilatieafvoersystemen om in geval van een kernsmelting alle waterstofgas af te zuigen, vonden er toch diverse waterstofgasexplosies plaats die de gebouwen rond de reactoren 1, 3 en 4 beschadigden. Daarbij kwam radioactief materiaal vrij in de atmosfeer, het grondwater en de zee. Boven verschillende reactoren was gedurende enige tijd witte 'rook' zichtbaar.
Het duurde lang om het gevaar onder controle te krijgen: de temperatuur in de verschillende reactoren bleef lange tijd te hoog. De werkzaamheden werden bemoeilijkt door hoge stralingsniveaus. Desondanks werkten er op 20 maart 2011 300 mensen om de situatie in de verschillende eenheden onder controle te krijgen.
In een poging de reactoren te koelen, werd bij aanvankelijk gebrek aan leidingwater of ander zuiver zoet water, zeewater in de reactoren 1, 2 en 3 gepompt. Zeewater is sterk corrosief: het opgeloste zeezout en verontreinigingen in het zeewater tastten het leidingensysteem aan van de reactoren. De reactoren 1, 2 en 3 werden daardoor in feite afgeschreven, omdat het economisch niet haalbaar is om de systemen te ontsmetten. De Verenigde Staten van Amerika verscheepten daarom zoet water naar Japan.

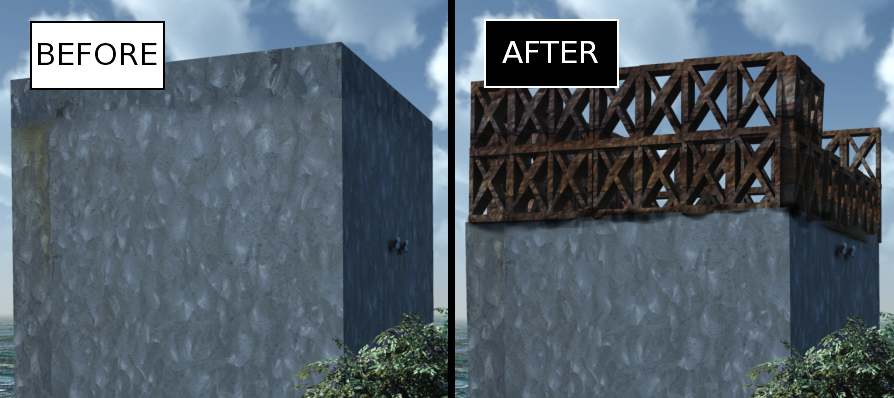
De schade aan eenheid 1 na de waterstofexplosie (reconstructie)

### Eenheid 1
Net als de andere reactoren werd reactor 1 automatisch via een noodstop stilgezet bij aanvang van de aardbeving. De op de aardbeving volgende tsunami overspoelde de centrale om 15:30 uur lokale tijd, 45 minuten na de aardbeving. Door de tsunami vielen, volgens de aannames van TEPCO, de koelsystemen in reactor 1 uit. Het waterniveau daalde en bereikte na 3 uur de bovenkant van de brandstofstaven. Anderhalf uur later kwamen de brandstofstaven geheel bloot te liggen, waarna de temperatuur in de kern snel opliep tot 2800 graden Celsius. 16 uren na de noodstop is waarschijnlijk alle brandstof gesmolten en op de bodem van het reactorvat terechtgekomen. Een uur eerder was gestart met het toevoegen van extra koelwater, aanvankelijk in een poging om kernsmelting te voorkomen, maar naar later blijkt, werd hiermee voorkomen dat brandstof door de bodem van het reactorvat zou smelten. Wel raakte het reactorvat beschadigd, waardoor het koelwater weglekte in de ruimtes onder de reactor. Aanvankelijk werd met zoet water gekoeld, maar toen die voorraad op raakte, werd overgegaan op koeling met zeewater. Aan dit water werd later boorzuur toegevoegd, dat neutronen absorbeert en zo kettingreacties in de nucleaire brandstof afremt.
Het noodkoelsysteem van reactor 1 werkte vlak na de tsunami niet zoals verwacht. Na onderzoek bleek de lay-out van het pijpensysteem, in strijd met de voorschriften, anders te zijn dan in de oorspronkelijke bouwtekening was aangegeven.
Op 12 maart 2011 rond 14:30 lokale tijd werd gas afgevoerd uit het reactorvat. Een uur later vond buiten het vat, maar in het gebouw een waterstofexplosie plaats. Een deel van het dak en de gevelbeplating werden weggeblazen en de muren stortten in. De stalen draagconstructie stond nog wel overeind. Bij de explosie raakten vier mensen gewond: twee werknemers van TEPCO en twee van een andere firma. Om te voorkomen dat er opnieuw waterstofexplosies zouden ontstaan, werd er stikstofgas in de ruimte rond het reactorvat gepompt.
Het stralingsniveau buiten de centrale na de explosie was acht keer de normale achtergrondstraling, maar bleek later weer af te nemen. De lokale autoriteiten beschreven het incident in reactor 1 als 5 op de INES-schaal, ofwel een ongeval met bovenlokale gevolgen.
Op 5 mei 2011 waren 12 medewerkers voor het eerst in staat om voor maximaal 10 minuten het reactorgebouw te betreden om pijpen te monteren op ventilatoren. Tijdens dit onderhoud werd een filtersysteem opgezet om radioactieve deeltjes uit de lucht te filteren. Daardoor daalde het stralingsniveau om een veiliger werkomgeving te realiseren. In de werktijd tijdens de eerste twee dagen van deze operatie werd een stralingsbelasting van 3 millisievert (mSv) opgelopen. In Japan mag bij wet een medewerker in 5 jaar ten hoogste aan 100 mSv worden blootgesteld. Vanwege de noodsituatie werd dat verruimd tot 250 mSv. Vooraf was de ruimte met robots geïnspecteerd, waarbij geen radioactief water gevonden werd. Het uiteindelijke doel was een geheel nieuw koelsysteem aan te leggen dat de reactor van buitenaf zou kunnen koelen.

### Eenheid 2
Op 14 maart 2011 was het koelwaterniveau van eenheid 2 zover gedaald dat de splijtstofstaven droog kwamen te staan. Hierdoor smolten de meeste brandstofstaven en zakte de brandstof naar de bodem van het reactorvat. Er werd geprobeerd met zeewater de reactor te koelen. Het koelen met zeewater betekent dat de reactor in principe economisch is opgegeven, omdat het zeewater de reactor beschadigt. De temperatuur was op 28 april 2011 nog niet voldoende gedaald om een veilige afsluiting te garanderen.
Op 15 maart 2011 vond in eenheid 2 een explosie plaats, zoals eerder in de eenheden 1 en 3. Men vermoedt echter dat bij reactor 2 ook het reactorvat is beschadigd en verschillende buitenlandse deskundigen schaalden het ongeval daarom in op niveau 6 van de INES-schaal. De lokale autoriteiten beschreven het incident in reactor 2 als 5 op de INES-schaal, ofwel een ongeval met bovenlokale gevolgen.
Na verloop van tijd raakte het zeewater in de buurt van de centrale radioactief besmet. Doordat enkele brandstofstaven voor een deel gesmolten waren, vermoedde de Japanese Nuclear Safety Commission op 28 maart dat radioactief besmette materie in het koelwater van eenheid 2 terecht was gekomen. Op 2 april 2011 werd bevestigd dat een scheur was ontstaan in het betonnen omhulsel van reactor 2 waardoor radioactief water naar zee lekte. Men probeerde het lek te dichten door het storten van beton. Een latere poging om de scheur te dichten met een polymeer mislukte eveneens. Om er achter te komen waar het radioactieve water heen lekt werd een kleurstof toegevoegd aan het water in de kelder onder de reactor.
Op 18 en 19 april 2011 werd respectievelijk 17 en 7 m³ waterglas in de kabelgoot van reactor 2 gepompt om de lekken te dichten. Op 19 april begon men met het wegpompen van het water op die plaats, naar installaties waar het kon worden gereinigd. Op 19 april werd een elektrische verbinding aangebracht tussen reactor 1 en 2. Op 21 april 2011 was er witte damp te zien boven reactor 2. Bovendien werd er continu 7 m³/u zoet water in het reactorvat gepompt via een bluswaterleiding.
Op 14 september 2011 om 11 uur in de ochtend plaatselijke tijd schakelde TEPCO over op een andere toevoerleiding voor het koelwater in een poging het koelwater dichter bij de plaats te brengen waar de brandstof na de kernsmelting was heen gelekt. De temperatuur op de bodem van reactor 2 was na zo'n zes maanden nog altijd 114,4 °C. Deze maatregel moest ervoor zorgen dat het koelwater de weggelekte brandstof, waarvan de exacte locatie nog niet bekend was, beter kon bereiken. Deze maatregel bleek te werken. In een poging de temperatuur in reactor 2 verder te doen dalen, werd op 16 september het debiet aan koelwater verhoogd van zes naar 7 m³/u. Tegelijkertijd werd het koeldebiet van reactor 3 verhoogd van 7 naar 12 m³/u.
Op 19 januari 2012 werd voor de eerste keer na de ramp door TEPCO het primaire vat van reactor 2 van binnen aan een inspectie onderworpen. Een endoscoop werd ingebracht door een opening op ongeveer 2,5 meter boven de vloer waar het reactorvat zich bevindt, om foto's te maken en de binnentemperatuur te meten. Bij de tot dan toe gebruikte meetmethoden was er nog altijd een mogelijke foutenmarge van ongeveer 20 °C. De foto's toonden delen van de wanden van het vat en pijpen, maar ze waren onscherp en wazig door de straling en de waterdamp in de ruimte. Volgens TEPCO was er geen belangrijke schade te zien. De temperatuur was 44,7 °C, en dat verschilde weinig van de 42,6 °C die buiten het reactorvat werd gemeten.
In de eerste week van februari 2012 werden op de bodem van het reactorvat van reactor 2 hogere temperaturen gemeten. Na verhoging van het koelwaterdebiet op 7 februari stabiliseerde en daalde de temperatuur aan de bodem licht, terwijl een derde temperatuursensor met 74,9 °C een stijging van meer dan 20 graden liet optekenen. Analyse van de gassen die uit de reactor kwamen, gaf echter aan dat de reactor niet opnieuw kritisch was geworden. Niettemin werd op 12 februari boorzuur aan het koelwater toegevoegd, om de mogelijkheid van opnieuw kritisch worden uit te sluiten en te verzekeren dat de temperatuur niet boven de wettelijke norm van 80 °C zou komen. Zelfs na verdere verhoging van het koelwaterdebiet, bleef die temperatuursensor stijgende waarden optekenen. Daarentegen gaven sondes in de nabije omgeving een dalende temperatuur aan, waaruit TEPCO en NISA (Nuclear and Industrial Safety Agency, de Japanse toezichthouder op de nucleaire industrie) concludeerden dat de stijgende meetwaarden van een van de sondes foutief waren. De temperatuur was teruggezakt naar 47 °C. Onder andere door de hoge luchtvochtigheid vielen er thermometers uit, waardoor het moeilijker werd om te controleren of de temperatuur van de reactor stabiel bleef.
Op 27 februari 2012 werden tijdens een robotonderzoek naar de schade in reactorgebouw 2 zeer hoge stralingsniveaus gemeten tot 220 mSv/u.

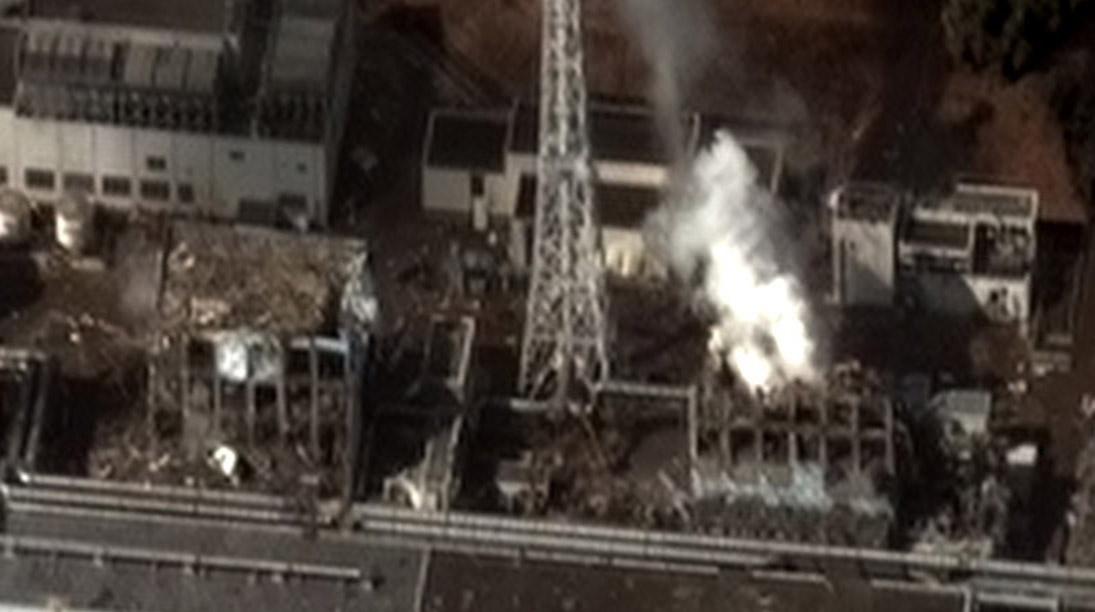
Satellietfoto van eenheid 3 (rechts) en eenheid 4 (links), gefotografeerd op 16 maart 2011, twee dagen na de explosie in het reactorgebouw

### Eenheid 3

Temperatuurdiagram van eenheid 3, van 19 maart tot 28 mei 2011

Bij eenheid 3 ontstond op 13 maart 2011 een vergelijkbare situatie waarbij het noodkoelsysteem niet meer functioneerde. Men ging er op 27 april van dat jaar van uit dat ongeveer 30% van de brandstofstaven gesmolten zou zijn. Later bleek echter dat een groter deel van de brandstofstaven gesmolten en op de bodem van het reactorvat terechtgekomen was. Reactor 3 bevat als enige MOX-brandstof. Door het hogere risico bij het vrijkomen van de gebruikte MOX-brandstof in vergelijking met andere kernbrandstoffen, ging de aandacht in het begin van de ramp prioritair naar reactor 3. Het reactorgebouw van eenheid 3 is door een zware explosie behoorlijk beschadigd. Twee weken na de tsunami werd de stroomtoevoer in het reactorgebouw hersteld.

#### Koeling
Door de afwezigheid van een werkend koelsysteem werd aanvankelijk aangenomen dat minstens de helft van de brandstofstaven droog stond. Daarom begon men op 13 maart 2011 water met boorzuur in het reactorvat te injecteren. Boorzuur heeft als functie bij verval van radioactieve atoomkernen vrijkomende neutronen op te vangen en zodoende kettingreacties te stoppen. Bij gebrek aan zoet water werd vanaf 14 maart tot 25 maart zeewater gebruikt. Na ruim twee weken koelen bereikte de bodem van het reactorvat een temperatuur van ongeveer 110 °C en stabiliseerde op deze temperatuur. Het koelwater werd aanvankelijk in een hoeveelheid van ongeveer 16 m³/u toegevoegd; in de loop van de maand mei en juni werd dit debiet gehalveerd.
De temperatuur van het opslagbassin voor afgewerkte brandstofstaven liep eveneens op door de ontbrekende koeling. Na de explosie op 14 maart was het onduidelijk of en hoeveel koelwater er nog in het bassin aanwezig was. Daarom werd op 17 maart met behulp van helikopters water in het bassin gestort en later op de dag met waterkanonnen. Pas op 23 maart kon zeewater aan het bassin toegevoegd worden via het bestaande leidingsysteem, hoewel in de dagen daarna nog regelmatig van het waterkanon gebruik werd gemaakt voor extra koeling. Vanwege een hoge basische waarde van het water, die de aluminiumbekleding van de brandstofstaven zou kunnen beschadigen, werd boorzuur aan het water toegevoegd.

#### Druk
In de eerste dagen na de tsunami liep de druk in de behuizing van het reactorvat op, waarna deze stabiliseerde rond 20 maart 2011 op ongeveer 500 kPa (5 atmosfeer). De te hoge druk werd geloosd in het reactorgebouw. Op 14 maart ontstond hierdoor een explosie, waarbij het reactorgebouw, de reactorbehuizing en het opslagbassin voor afgewerkte brandstofstaven beschadigd raakte. Er kwam na de explosie eerst witte, op 21 maart grijze, en op 23 maart zwarte 'rook' uit het reactorgebouw. Van 25 maart tot 18 mei kwam opnieuw witte 'rook' vrij uit het gebouw. De druk in de behuizing stabiliseerde later naar ongeveer 100 kPa (de atmosferische druk).

#### Vrijgekomen radioactiviteit
In twee van de vijf grondmonsters, genomen op 21 en 22 maart 2011 op het terrein van de kerncentrale, is een zeer kleine hoeveelheid plutonium aangetroffen, waarschijnlijk uit reactor 3. TEPCO gaf aan dat de hoeveelheid nauwelijks meer was dan gemeten bij vorige metingen en dat er geen gevaar voor de gezondheid was. Volgens NISA kon de vondst van het plutonium een zekere beschadiging aan de brandstofstaven betekenen.
Tussen 10 en 11 mei 2011 lekte er vanuit reactor 3 in een periode van 41 uur ongeveer 250 m³ radioactief verontreinigd water de zee in. Het water lekte op een plaats waar elektriciteitskabels door beton gingen. De totale hoeveelheid gelekte radioactiviteit werd door TEPCO geschat op 20 terabecquerel (TBq), ongeveer 100 keer de toegestane hoeveelheid per jaar, maar veel minder dan de hoeveelheid die eerder vanuit reactor 1 lekte. Het water was zwaar verontreinigd met jodium-131, cesium-137 en cesium-134. Op 17 mei startte TEPCO met het wegpompen van het water in de turbineruimte onder reactor 3. Het waterniveau steeg echter elke dag 2 centimeter. Het water werd naar een installatie gepompt, waar het kon worden schoongemaakt, zodat het daarna zou kunnen worden hergebruikt om de reactoren te koelen.
Op 18 mei 2011 betraden twee medewerkers van TEPCO om half vijf 's middags voor het eerst na de waterstofexplosie van 14 maart het gebouw van reactor 3 om daar de straling te meten en te kijken of daar gewerkt kon worden. Het bezoek duurde 10 minuten. De metingen gaven een dosis van 160-170 mSv/u ter hoogte van de deur van het reactorvat. De twee medewerkers werden blootgesteld aan 2 tot 3 mSv.

### Eenheid 4
Eenheid 4 was ten tijde van de aardbeving buiten bedrijf. De 548 splijtstofstaven waren opgeslagen in het splijtstofbassin. Op 15 maart ontstond na een explosie in een andere eenheid korte tijd brand in eenheid 4. Later die dag werd bevestigd dat het water in het opslagbassin voor gebruikte splijtstofstaven kookte. Dit opslagbassin bevindt zich buiten de afgeschermde omgeving van de reactor waardoor radioactiviteit vrij kan komen in de omgeving. In de ochtend van 16 maart Japanse tijd zouden in het gebouw van reactor 4 opnieuw vlammen zijn gezien, maar dit leek later vals alarm te zijn geweest. De lokale autoriteiten beschreven het incident in reactor 4 als 3 op de INES-schaal, ofwel een ongeval met lokale gevolgen. Op 13 april 2011 werd een staal uit het bassin met de afgewerkte brandstofstaven bij reactor 4 genomen om te testen of er beschadigde brandstofstaven aanwezig zijn. De brandstofstaven stonden op dat ogenblik volledig onder water, alhoewel de temperatuur van het bassin 90 °C bedroeg in plaats van de normale 20 à 30 °C. Gedurende de nacht werd 195 m³ zoet water in het bassin gepompt om de brandstofstaven te koelen en tegen oververhitting te beschermen. De normale meetapparatuur in het bassin functioneerde niet meer. Er moest zeer zorgvuldig worden omgegaan met het toevoegen van water aan het bassin voor de brandstofstaven, omdat de constructie van het gebouw de totale watermassa mogelijk niet langer zou kunnen dragen. Van 16 tot 25 april kwam er witte 'rook' uit het reactorgebouw omhoog. Op 9 mei begon TEPCO de vloer van het bassin met brandstofstaven bij reactor 4 te versterken.

### Eenheden 5 en 6
De eenheden 5 en 6 waren ten tijde van de aardbeving en de daarop volgende gebeurtenissen buiten gebruik, maar bevatten nog wel splijtstof in splijtstofbassins. Deze splijtstofstaven waren al langere tijd buiten gebruik en genereerden relatief weinig warmte. Op 16 maart kon een dieselgenerator de reactoren 5 en 6 weer gedeeltelijk van elektriciteit voorzien, waarna het gevaar in de eenheden 5 en 6 was afgewend. De temperatuur schommelde daarna nog dagen tussen 153 en 197 °C. Het duurde tot 20 maart, voor de temperatuur in de reactoren 5 en 6 gedaald was tot minder dan 100 °C.
Op 19 april 2011 werd ongeveer 100 m³ radioactief water uit de kelder van de turbineruimte van reactor 6 overgebracht naar de condensor.

## Gevolgen

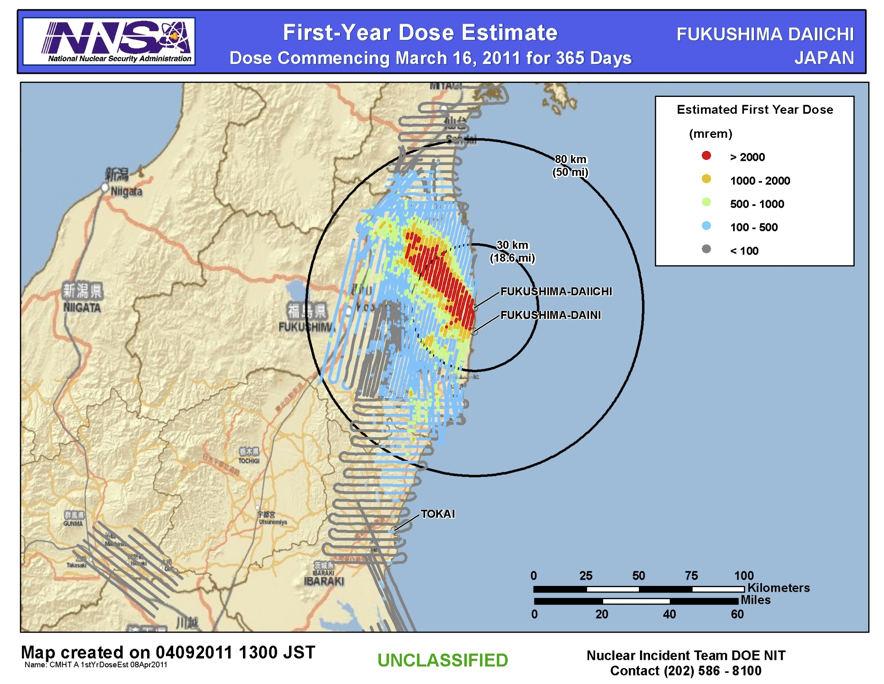
Radioactieve verontreiniging in het eerste jaar na de ramp (mrem)

### Evacuatie van de bevolking
- 11 maart 2011 (de dag van de ramp): Alle inwoners in een straal van 3 km om de centrale werden geëvacueerd. Dat gebeurde pas meer dan vier en half uur nadat TEPCO de beheerder van de centrale de noodsituatie bij de centrale overheid had gemeld omdat NISA zich niet kon voorstellen dat de situatie zich zo snel kon verslechteren. In 2007 had NISA de IAEA-standaard hiervoor niet in de Japanse richtlijnen voor kernrampen willen opnemen. Pas maart 2012 gaf NISA toe, dat het beter had gekund.[53] De dag nadien werd de perimeter uitgebreid tot 20 km: 170.000 mensen moesten uit het gebied vertrekken.[20] De eerste vijf dagen daarna ontving het bestuur van de prefectuur Fukushima via emails elk uur van het Nuclear Safety Technology Center in Tokio de voorspellingen van het computerprogramma SPEEDI, (System for Prediction of Environmental Emergency Dose Information). Dit programma was bedoeld om te voorspellen hoe de uitstoot van radioactief materiaal zich via de lucht zou verspreiden. Deze gegevens waren vitaal voor evacuaties en om gezondheidschade bij de bevolking te voorkomen. De gegevens werden niet gebruikt, want het rampencentrum meende dat de data waardeloos waren, omdat de voorspelde hoeveelheid straling "zo onrealistisch was". Een jaar later gaf het bestuur van de prefectuur Fukushima dit falen toe, en dat de gegevens van de computer waren gewist.[54]
- 12 - 15 maart 2011: De inwoners van het stadje Namie werden door lokale bestuurders geëvacueerd naar een plek ten westen van de stad. Achteraf bleek dat de evacués drie dagen hadden vertoefd in een gebied, waar de radioactieve wolk rechtstreeks naartoe was gedreven. Achteraf bleek dit door Speedi voorspeld te zijn.[55] Deze voorspellingen werden pas op 23 maart gepubliceerd, terwijl Amerikaanse hulpverleners de data al wel direct ter beschikking hadden gehad.[56] Dit leidde tot grote woede van de burgemeester Tamotsu Baba van Namie. Volgens hem hadden de evacués drie dagen vertoefd in een gebied met een van de hoogste stralingsniveaus.[55] In het parlement werden hierover vragen gesteld door Seiki Soramoto. Premier Naoto Kan ontkende dat hij hier ooit weet van had gehad, maar de minister van Energiezaken, Gishi Hosono, liet weten dat "de informatie incompleet was en daarom niet geschikt voor publicatie werd geacht."[55][57] Resultaten van metingen van de radioactiviteit in het gebied waar de evacués hebben vertoefd waren niet beschikbaar.
- Na de explosies van 17 maart tot 19 maart 2011: Amerikaanse militaire vliegtuigen hadden de radioactiviteit gemeten in een gebied met een straal van 45 kilometer rond de centrale. In sommige gebieden bleken mensen door radioactieve neerslag in 8 uur de maximale jaarbelasting ioniserende straling op te lopen. Hoewel de gegevens door het U.S. Department of Energy doorgegeven waren op 18 maart 2011 aan het Japanse ministerie van buitenlandse zaken, waren de gegevens binnen de Japanse overheidsdiensten niet verder verspreid en gebruikt. Dit werd op 18 juni 2012 bekend.[58]
- 11 april 2011: De Japanse regering kondigde aan dat zij de evacuatiezone verder zou uitbreiden van 20 naar 30 km, hetgeen in de dagen erna gebeurde. Rond de plaatsen Kutsurao, Namie, Iitate, Kawamata en Haranomachi was de straling op een niveau waarop de inwoners de toegestane maximale stralingsdosis van 20 mSv per jaar zouden overschrijden. Inwoners van deze gebieden werd gevraagd zich gereed te houden om in geval van nood met eigen voorzieningen het gebied te verlaten. Scholen in het gebied werden gesloten.[20]
- 21 april 2011: De 20 kilometerzone werd tot verboden gebied verklaard door de Japanse overheid. Hoeveel mensen er nog aanwezig waren, was niet bekend. Aangenomen werd dat er om en nabij 60 gezinnen nog in het gebied waren achtergebleven. Een kort verblijf om persoonlijke eigendommen op te halen werd de 80.000 voormalige bewoners toegestaan.[20] Overtreders van het gebiedsverbod konden worden bestraft met een boete van 100.000 yen of 30 dagen hechtenis.[59]
- 10 mei 2011: Voor de eerste keer werd een honderdtal inwoners van een dorp in evacuatiezone van 30 km rond de centrale toegestaan hun huis te bezoeken om persoonlijke eigendommen op te halen, allen gehuld in beschermende kleding.[60]
- 12 mei 2011: Het nog aanwezige vee in de evacuatiezone zou geruimd gaan worden. De boeren werd verder niet meer toegestaan het vee te voeren. Voor de ramp waren er ongeveer 3.400 koeien, 31.500 varkens en 630.000 kippen in het gebied.[61]
- Ongeveer een jaar na de kernramp: Een deel van de inwoners die in de buitenste ring van het evacuatiegebied woonden mocht terug naar huis. De Japanse regering had hiertoe besloten nadat gebleken was dat de centrale voldoende afgekoeld en onder controle was. Het grootste deel van het geëvacueerde gebied bleef echter gesloten gebied.[62] Op 1 april 2012 werd het de inwoners van de gemeenten Kawauchi en Tamura toegestaan terug te keren. Voor Haranomachi was dit op 15 april. Daar werd op enkele plaatsen de grens van de verboden zone verlegd naar ongeveer 10 kilometer van de kerncentrale.[63]

### Niveau op de INES-schaal
Aanvankelijk schatte het Japanse kernenergieagentschap NISA het ongeluk in op INES-niveau 4, wat al vrij snel werd verhoogd naar niveau 5. Buitenlandse deskundigen gaven op 18 maart reeds aan dat naar hun inschatting het niveau 6 al bereikt was. Greenpeace publiceerde op 25 maart een rapport waaruit zou blijken dat de ramp inmiddels net als de kernramp van Tsjernobyl op schaal 7 zou moeten staan. Later verklaarden de Japanse autoriteiten dat dit inderdaad het geval was.

### Straling

#### Stralingsniveaus
Na de explosie werd aan de rand van het terrein bij de ingang van de centrale in eenheid 1 een straling gemeten van 1 mSv/u, wat twaalf uur later gezakt was naar 0,040 mSv/u. De normale achtergrondstraling bedraagt ongeveer 0,0001 mSv/u.
Op 15 maart, na de brand in eenheid 4, werd rond 15:30 uur 596,4 mSv/u gemeten terwijl 's ochtend om 9 uur nog 11,9 mSv/u gemeten was. Autoriteiten gaven aan dat het stralingsniveau voor de menselijke gezondheid gevaarlijke waarden begon te krijgen. Inwoners van Tokyo begonnen na deze berichtgeving op 15 maart de stad te verlaten.
Vanaf 22 maart 2011 werden door TEPCO stralingsmetingen verricht op 150 plaatsen op en rond het bedrijfsterrein, om de straling in kaart te brengen. Vanaf deze dag werden de gegevens, en de uitkomsten van voorspellingen op grond van die data, via bijna dagelijkse emails gedeeld met de Nuclear Regulatory Commission in de Verenigde Staten en andere internationale nucleaire instanties. Een dag later werd de Japanse nucleaire "waakhond" NISA ingelicht.

#### Uitgestoten radioactiviteit
NISA schatte dat tot 12 april 2011 370.000 à 630.000 terabecquerel (TBq) aan radioactief materiaal ontsnapt was. De lekkage was afgenomen tot 1 TBq per uur. Ter vergelijking: Een nucleair ongeval wordt volgens de normen van het IAEA op INES-niveau 7 ingeschaald wanneer enkele tienduizenden TBq jodium-131-equivalent zijn vrijgekomen.
Op 24 mei 2012 bleek uit een nieuwe schatting van NISA dat in totaal ongeveer 900.000 TBq aan radioactiviteit was vrijgekomen, wat overeenkomt met minder dan 20% van de totale emissies bij de Kernramp van Tsjernobyl. De lekkage vanuit reactor 2, waar het reactorvat door de explosie op 15 maart werd beschadigd, leverde een aanzienlijke bijdrage aan deze stralingsemissie.

#### Stralingsbelasting van werknemers
Stralingsmetingen op 17 april 2011 in de gebouwen van reactor 1, 2, 3 en 5 gaven aan dat het mogelijk was voor mensen om in de gebouwen werkzaamheden te verrichten. Gezien de stralingsbelasting kon dit echter voor maximum 4 tot 4,5 uur. In de afgesloten ruimten in de gebouwen van reactor 1 en 3 werd een zuurstofgehalte gemeten van 21%, een andere voorwaarde om daar veilig te kunnen werken.
In de periode van 11 maart tot 31 december 2011 werden bijna 10.000 arbeiders aan 5 of meer millisievert blootgesteld op de centrale. Er waren in totaal bijna 20.000 mensen werkzaam op de centrale die een gemiddelde dosis van zo'n 12 millisievert kregen. Zo'n 1000 mensen hadden een stralingsdosis van 50 millisievert of meer. Deze kwamen in aanmerking voor een compensatieregeling als zij in de toekomst leukemie zouden ontwikkelen. Ter vergelijking, in gewone omstandigheden mogen werknemers in een Belgische kerncentrale maximaal 20 mSv (millisievert) per lopend jaar oplopen.
In mei 2012 werd een voorlopige schatting van de opgelopen stralingsdosis gepubliceerd door de WHO. Deze schatting werd gemaakt door een comité van deskundigen dat door de WHO bijeengeroepen was. Volgens die schatting was de totale stralingsdosis die individuen hebben opgelopen in de niet-geëvacueerde gebieden in de prefectuur Fukushima op twee plekken na niet boven de 10 mSv gekomen. In die twee gebieden was de geschatte blootstelling tussen 10 - 50 mSv geweest. Ter vergelijking: 10 mSv is het internationaal gehanteerde referentieniveau voor blootstelling als gevolg van radongas in woningen, en de Internationale Commissie voor Stralingsbescherming (ICRP) hanteert een indicatieniveau van 20 - 100 mSv voor de resterende dosis na het uitvoeren van noodmaatregelen bij een nucleair ongeval. De dosis opgelopen binnen de evacuatiezone was niet in beschouwing genomen omdat deze zone snel was geëvacueerd en een schatting van deze dosis nauwkeurigere gegevens vereiste dan het comité tot zijn beschikking had.

### Radioactieve besmetting
Drie medewerkers van de centrale vertoonden symptomen van stralingsziekte, al meldde TEPCO later dat het om slechts één medewerker zou gaan. De verspreide besmetting bestaat uit een aantal karakteristieke radioactieve elementen zoals strontium, jodium en xenon. Deze stoffen kunnen zelfs in uiterst kleine hoeveelheden opgespoord worden. De installaties van de kerncentrale werden geruime tijd gekoeld met zeewater, dit water neemt een deel van de radioactieve besmetting mee. Sporen van deze radioactieve elementen werden gevonden in het grondwater in de omgeving, in de Zuid-Koreaanse hoofdstad Seoel, bij Thunnus orientalis ('Pacifische blauwvintonijn') gevangen in Californische wateren, en in het zeewater voor de westkust van Canada. In de Rotterdamse haven werden op 10 mei 2011 vijf zeevaartcontainers apart gezet vanwege een te hoge besmetting met radioactiviteit. In België gebeurde hetzelfde met 17 containers. Een jaar na de ramp blijkt er nog evenveel cesium-134 en cesium-137 aanwezig in zeevissen gevangen rond de kerncentrale van Fukushima als net na de kernramp. Dit geeft aan dat er nog steeds radioactief cesium vrijkomt in de voedselketen. TEPCO gaf toe dat lekken niet konden worden uitgesloten, maar voegde toe dat de stralingsniveaus in zowel het zeewater als het gebied rondom de reactor daalt.
TEPCO neemt maatregelen om deze schade te beperken, zo werd op 22 februari 2012 begonnen met het aanbrengen van een 60 centimeter dikke laag beton op de zeebodem over een oppervlakte van 7 hectare, omdat rond de inlaat van koelwater voor de centrale de bodem vervuild was geraakt. Het beton zou ten minste 50 jaar de verspreiding van vervuild slib en zand naar zee kunnen tegen gaan. Voor de werkzaamheden was vier maanden uitgetrokken.

## Afhandeling van de ramp op de site van de kerncentrale
Voor de afhandeling van de ramp dient een onderscheid gemaakt te worden tussen de onmiddellijke noodzakelijke acties om een overzicht te krijgen over de aangebrachte schade en om de kernreactoren te stabiliseren. Op middellange termijn moest er een oplossing gezocht worden voor de opruiming van de besmetting en het radioactief water, zowel opgeslagen koelwater, besmet grondwater als besmetting op de zeebodem.
Door de complexiteit van de afhandeling van de ramp zijn vele partijen betrokken. In de regio rond Tokio en Osaka is er echter sinds decennia een grijze arbeidsmarkt actief. Bij nader onderzoek in 2013 bleken bendes geïnfiltreerd te zijn bij de diverse onderaannemers voor de schoonmaak van de radioactieve neerslag in de regio.

### Indirecte ongelukken
Twee TEPCO-medewerkers die aan het werk waren in het turbinegebouw van eenheid 4 ten tijde van de explosie zijn op 2 april 2011 dood gevonden. Een kraanmachinist die verantwoordelijk was voor de bediening van de kraan in het reactorgebouw raakte tijdens de aardbeving zwaargewond en overleed later.
Er waren ook verscheidene medewerkers die door straling werden getroffen. Eén TEPCO-medewerker die aan het werk was in eenheid 3 ten tijde van het stoom afblazen, is in het ziekenhuis opgenomen omdat hij meer dan 100 mSv ontving. Dit niveau is geaccepteerd als verdraagbare dosis ten tijde van een ongeluk. Zes andere TEPCO-medewerkers hebben meer dan 100 mSv ontvangen. Op 24 maart 2011 kwamen drie medewerkers van een onderaannemer tijdens hun werkzaamheden in een kelder van een van de reactoren in aanraking met een verhoogde dosis straling. In die kelder was een hoeveelheid radioactief water aanwezig. Twee van hen werden opgenomen in een ziekenhuis, waarbij werd geconstateerd dat ze een stralingsdosis van 2 tot 6 sievert hadden opgelopen.

### Inspecties van de reactorgebouwen
Op 14 maart 2012 werden de condensatiebassins onder reactor 2 en 3 geïnspecteerd. In de kelder van reactor 2 werd 160 mSv/u gemeten. De deur naar de kelderruimte in reactorgebouw 3 was beschadigd door een explosie en kon niet worden geopend. Vóór deze deur werd een stralingsniveau gemeten van 75 mSv/u. Deze stralingsniveaus waren zo hoog, dat de reparaties om de lekken in de condensatiebassins te dichten enkel door robots konden worden gedaan.
Op maandag 26 maart 2012 werd begonnen met een tweedaags endoscopisch onderzoek van reactor 2. Hierbij werd gekeken naar het reactoroppervlak en watertemperatuur. Het water bleek slechts 60 centimeter hoog te staan in de primaire container, terwijl men daarvoor aannam dat er 3 meter water zou staan. Met een watertemperatuur van 48,5 °C bleek de koeling goed te werken, alhoewel een groot deel het koelwater waarschijnlijk weglekte via het beschadigde condensatiebassin. Het aangetroffen water was helder en bevatte sediment, waarschijnlijk afgebladderde verf of roest, terwijl de aanwezigheid van kernbrandstof zeer onwaarschijnlijk was.
In het weekend van 16 en 17 april 2011 werd met robots een onderzoek uitgevoerd in de reactorgebouwen. Deze robots waren in staat deuren van ruimten te openen. Ze waren uitgerust met videocamera's om de inspectie vast te leggen en met meetapparatuur om de stralingsniveaus te meten in deze ruimten, die na het begin van de ramp niet meer door mensen betreden waren. Op 21 april werd een aantal video's vrijgegeven. Een vliegende robot werd gebruikt om de schade aan de gebouwen op te nemen.

### Radioactief water
Door het koelen van de eenheden met zoet water en later met zeewater, ontstond er in de ruimten onder de reactoren een grote hoeveelheid, zo'n 60.000 m³, van in verschillende mate radioactief besmet water. Vooral het water dat uit reactor twee lekte was hoogradioactief. Dit water moest opgevangen worden en om plaats te maken werd 9.000 m³ licht radioactief water in zee geloosd. Dit gebeurde zonder overleg met omringende landen zoals Rusland en Zuid-Korea, wat tot protesten leidde van die landen. Op zondag 10 april 2011 bood de regering van Japan in de persoon van de eerste minister Naoto Kan daarvoor excuses aan. Een deel van het hoogradioactieve water werd opgeslagen in een condensor van reactor twee en een ander deel werd opgevangen in een drietal roestvrijstalen opslagtanks die door de Verenigde Staten werden geleverd.
Voor de koeling werd er per dag 1000 m³ water gebruikt, wat grote hoeveelheden radioactief water opleverde. In samenwerking met de Franse kerncentraleproducent Areva werd een systeem gebouwd om het water te demineraliseren voor hergebruik. Kurion, een ander bedrijf gespecialiseerd in nucleaire afvalverwerking, leverde eveneens apparatuur voor waterbehandeling ter plaatse.
Ook in 2012 en 2013 lekte er met enige regelmaat radioactief water weg richting de Stille Oceaan. Technische maatregelen zijn genomen om dit te voorkomen.

### De opslag van afvalwater zit overvol
In 2021 nam Japan het besluit om in 2023 opnieuw te beginnen met het lozen van nucleair afvalwater in zee, gespreid over meerdere decennia. Het radioactief besmet water zal eerst worden gezuiverd volgens de geldende normen. Hierbij zullen de meeste resterende radionucliden uit het water worden verwijderd. Alleen op het aanwezige tritium heeft deze zuivering geen effect. Daarom zal het water vervolgens worden verdund zodat de activiteit van de na zuivering achtergebleven tritium ver beneden de internationale limieten ligt voor lozing van tritium. China en Zuid-Korea maakten meteen na de bekendmaking bezwaar.

## Nasleep van de ramp
In de nasleep van de kernramp van Fukushima werden alle Japanse reactoren stilgelegd voor bijkomende veiligheidsonderzoeken. TEPCO kondigde na de ramp aan dat de reactoren 1 tot en met 4, nadat ze waren gestabiliseerd, buiten bedrijf zouden worden gesteld en ontmanteld. Over de reactoren 5 en 6 zou later worden beslist. Op aandringen van de Japanse regering werd door TEPCO op 17 april 2011 een tijdschema gepubliceerd waarin gepoogd werd om binnen drie maanden een stabiele koeling van de reactoren en de splijtstofbassins en een reductie van de stralingsuitstoot te bereiken. Na drie tot negen maanden zou de stralingsuitstoot onder controle moeten zijn. In een poging zich aan het opgelegde schema te houden, werd een beschermend omhulsel voor reactorgebouw 1 gebouwd.
Op 16 december 2011 werd de kerncentrale door Tepco stabiel verklaard. Alle reactoren hadden op die datum een stabiele temperatuur van minder dan 100 °C bereikt.

### Financieel
De Nikkei 225-beursindex zakte meer dan 1200 yen (13%) in de eerste uren van de handel op 15 maart nadat de Japanse overheid waarschuwde voor verhoogde stralingsniveaus als gevolg van dit ongeluk.
Bij de presentatie van de jaarcijfers op 20 mei 2011 maakte Masataka Shimizu, de allerhoogste topman van TEPCO, bekend dat hij ontslag had genomen om zo de verantwoordelijkheid op zich te nemen voor de manier waarop TEPCO heeft gehandeld na de ramp met de centrales in Fukushima. Zijn opvolger Katsutoshi Chikudate was ook afkomstig uit de directie van het bedrijf.
Op 7 januari 2014 maakte het ABP-pensioenfonds bekend, dat het alle aandelen TEPCO die het ooit in bezit had, had afgestoten. Volgens het ABP had "de reactie van het bedrijf op de stroom van ernstige en verwijtbare incidenten aangetoond, dat het bedrijf onvoldoende oog had voor de publieke veiligheid", waren er onvoldoende maatregelen genomen om milieuschade te voorkomen, en bleek een gedragswijziging bij TEPCO niet mogelijk.
De totale schade van de zeebeving en de kernramp was in juni 2018 reeds opgelopen boven de 200 miljard euro.

#### Uitstoot CO2
De sluiting van de meeste kerncentrales in Japan na de kernramp heeft geleid tot een sterk verhoogd verbruik van fossiele brandstoffen. Dit leidde onder meer tot een recorduitstoot van CO2 en het overschrijden van de emissienormen opgenomen in het Kyotoprotocol. Japan is door zijn geografische ligging en geologie sterk afhankelijk van de import van brandstof. Het land ziet zijn energiefactuur stijgen tot jaarlijks 250 miljard dollar. Deze hoge kosten dragen bij tot het huidige handelstekort in Japan.
Eerste minister Abe trachtte zo snel mogelijk de nucleaire productie herop te starten om het handelstekort terug te dringen en de Japanse economie terug op spoor te krijgen. Op 1 juli 2012 werd reactor 3 van de kerncentrale van Oi als eerste Japanse reactor herstart na de kernramp in Fukushima. Oi's reactor 4 werd op 18 juli 2012 herstart. Deze actie werd ondernomen om grote elektriciteitstekorten in de zomer van 2012 te voorkomen, ondanks verdeeldheid over het gebruik van kernenergie in en protest van de Japanse samenleving.

### Politiek
Op 10 mei 2011 gaf de Japanse premier Naoto Kan te kennen dat hij voorlopig afzag van zijn salaris als premier, zolang de kernramp in Fukushima zich voort zou slepen. Ook gaf hij aan dat de energiepolitiek van Japan heroverwogen diende te worden: kernenergie diende nog veiliger te worden, maar ook wind en zon zouden een bijdrage moeten leveren. Het voornemen om in 2030 de helft van alle energie met kernenergie op te wekken en nog eens 14 nieuwe kerncentrales te bouwen, zou opnieuw worden overwogen.
In september 2012 nam de Japanse regering de beslissing om kerncentrales gefaseerd te gaan sluiten, zodat tegen 2040 de energiebehoefte geheel geleverd zou moeten worden door hernieuwbare- en conventionele fossiele-energiecentrales.
In december 2012 draaide de nieuwe Japanse regering dit besluit weer terug.
Om het bedrijf overeind te houden, stak de Japanse regering na het ongeluk 1 biljoen yen in TEPCO, waarmee het een meerderheidsbelang in het bedrijf kreeg. Het is de bedoeling dat het belang wordt afgebouwd en in 2019/2020 beëindigd kan worden.

### Onderzoeksrapporten
In mei 2011 bracht het Internationaal Atoomenergieagentschap een bezoek aan de beschadigde centrale en stelde op basis van de bevindingen een rapport op. Enkele belangrijke punten uit dit rapport:
- De openheid van de Japanse regering en andere instanties om informatie te delen en vragen te beantwoorden
- De voorbeeldige reactie van het personeel van de centrale, wat resulteerde in een goede aanpak om een veilige situatie te creëren
- De voortvarende handelwijze van de Japanse overheid om het publiek te beschermen.
- Planning voor een veilige ontmanteling van de centrale is belangrijk.
- De gevaren van een tsunami waren onderschat.
- Er moeten meer veiligheidssystemen komen om extreme externe gebeurtenissen aan te kunnen en deze moeten vaker geëvalueerd worden om te beoordelen of ze nog voldoen.
- Het ongeluk laat het belang zien van een on-site rampencoördinatiecentrum.
- Er moet gekeken worden naar de risico's van waterstof.
- Noodsystemen moeten robuust zijn en ook onder zware omstandigheden blijven werken.

Begin juni 2011 bood de Japanse regering aan het IAEA een rapport aan waarin een aantal zaken ten aanzien van de ramp nader werden toegelicht:
- Japan was niet goed voorbereid op een nucleaire ramp van deze omvang.
- Het toezicht op de nucleaire industrie was onvoldoende en droeg bij aan de schade.
- Het NISA, de Japanse toezichthouder, zou verdergaan als onafhankelijk toezichthouder, los van het Ministerie voor Industrie.
- De totale hoeveelheid uitgestoten radioactiviteit was groter dan aanvankelijk werd aangenomen: 160.000 TBq voor jodium-131 en 15.000 TBq voor cesium-137 in plaats van de respectievelijk 130.000 en 6100 TBq die eerder waren genoemd.
- Er vond kernsmelting plaats in drie reactoren van de centrale.
- Mogelijk was er brandstof door het reactorvat heen gesmolten.
- Een panel van tien deskundigen zou worden aangesteld, dat in opdracht van de regering de oorzaken van de ramp zou gaan onderzoeken.

De speciale onderzoekscommissie van het Japanse lagerhuis had TEPCO gevraagd om begin september 2011 inzage te geven in de handleidingen en procedures voor ongelukken. Een deel van de vrijgegeven index was echter zwart gemaakt of weggelaten. Deze info was volgens TEPCO geheim, viel onder intellectueel eigendom en de veiligheid van het radioactief materiaal zou in het gedrang zijn. De commissie eiste vervolgens alsnog de originelen op.

### Vervolging
Drie oud-bestuurders van de TEPCO werden aangeklaagd voor hun rol in aanloop naar de kernramp: de voorzitter van TEPCO tijdens de ramp en zijn vicevoorzitters. Een gerechtelijk burgercomité verweet hun professionele nalatigheid en stelde dat de drie mannen twee jaar voor de ramp al wisten dat de kans bestond op een grote tsunami in de omgeving van de kerncentrale. Desondanks hadden ze verzuimd om voldoende beschermende maatregelen te nemen. Op 29 februari 2016, bijna vijf jaar na de ramp, werd een officiële aanklacht tegen de mannen ingediend. De bestuurders werden in 2019 vrijgesproken van deze aanklacht. Volgens de rechter was zo'n grote tsunami niet te voorspellen en zouden eventuele extra veiligheidsmaatregel in dit concrete geval niet geholpen hebben. Er lopen nog meerdere andere civielrechtelijke processen tegen TEPCO.